# Balázs Lontay
Balázs Károly Lontay (Budapest, 18 de marzo de 1984) es un deportista húngaro que compitió en esgrima, especialista en la modalidad de sable.
Ganó dos medallas en el Campeonato Mundial de Esgrima, oro en 2007 y bronce en 2009, y una medalla de plata en el Campeonato Europeo de Esgrima de 2006.
Participó en los Juegos Olímpicos de Pekín 2008, ocupando el séptimo lugar en la prueba por equipos.

## Palmarés internacional
| Campeonato Mundial | Campeonato Mundial      | Campeonato Mundial | Campeonato Mundial |
| Año                | Lugar                   | Medalla            | Prueba             |
| ------------------ | ----------------------- | ------------------ | ------------------ |
| 2007               | San Petersburgo (Rusia) | Medalla de oro     | Sable por equipos  |
| 2009               | Antalya (Turquía)       | Medalla de bronce  | Sable por equipos  |
| Campeonato Europeo |                         |                    |                    |
| Año                | Lugar                   | Medalla            | Prueba             |
| 2006               | Esmirna (Turquía)       | Medalla de plata   | Sable por equipos  |